# 教场头妈祖宫
教场头妈祖宫、校场口妈祖宫，是一个位于中国浙江省玉环市坎门街道后沙社区的妈祖庙，是玉环市文物保护单位之一。

## 特点
早在明嘉靖二十四年（1545年）福建莆田、惠安渔民来钓艚岙、应捕岙随鱼汛做季节性或搭寮定居，之后陆续到玉环定居。乾隆八年（1862年），妈祖也从湄洲祖庙分灵，在坎门校场口立行宫。当地人称“教场头妈祖宫”，占地面积660多平方米。民国十二年（1923年）重建。主宫雕梁画栋、地面和阶梯均为青石，琉璃瓦为古青色。主宫正厅供奉着妈祖。妈祖宫前建有一戏台，每年农历三月二十三妈祖诞辰日，常举办各种地方戏曲表演。2014年7月，妈祖信仰习俗入选台州市第五批非物质文化遗产名录。教场头妈祖宫于2016年11月2日被公布为首批玉环市非物质文化遗产传承基地。

## 保护
教场头妈祖宫于2016年8月24日被公布为第四批玉环市文物保护单位。2019年9月，玉环市文化和广电旅游体育局公布了教场头妈祖宫的保护范围和建设控制地带。保护范围为以妈祖宫建筑外轮廓向外扩展约5米划定范围线。建控地带则在保护范围线的基础上再向外扩展划定范围线。东、南、北面距保护范围约1米；西面沿规划昌贸东路东侧边线为界，距保护范围约17米。